# 金粉世家
《金粉世家》是章回小说家张恨水的长篇小说，是他的代表作之一。这部小说约一百万字，由1927年2月开始在《世界日报》的副刊《明珠》上连载，连载历时5年。张恨水曾自言深受《红楼梦》影响，而他的小说中，以《金粉世家》的结构和人物最与《红楼梦》相似。

## 简介

### 背景
从“五四” 新文化运动开始，中国文化遭遇了前所未有的冲击。由于新文化运动的倡导者们出于救国救民的目的掀起了一股对西方文化的学习借鉴的热潮，因而形成了新旧文化并存的文化面貌。在旧有文化尚未被全部摒弃、新文化还没有完全接受的情况下，中国的文化正处在新旧交替的特殊时段。《金粉世家》 正是对这一新旧交替时段作了全面记录和深刻阐释的家族小说之一，其对中国文化有着特殊的贡献。

### 内容
《金粉世家》描写的是民国初年京城上层权贵家族的生活，淋漓尽致地展现出国务总理金铨这个权贵之家骄奢淫逸、糜烂堕落的寄生虫式的生活，和腐朽之极的灵魂，剖析了中国传统社会的宗法家族模式。
在权势煊赫辉煌的外衣下，掩藏着肮脏的人际关系，歌舞升平、衣香鬓影的繁华绮丽中，却是种种丑恶秽行。金太太和丈夫的小妾明争暗斗，金燕西新婚燕尔即去追逐别的姑娘。大儿媳吴佩芳私自放高利贷，自己的老公金凤举却成了最终的借贷者；金凤举在外背着妻子包养情人，却在自己去上海出差的时候，被情人把自己的私房财产席卷一空而去。三儿媳王玉芬瞒着自己的丈夫金鹏振，把私房钱投资到天津一家叫万发的公司，因后来公司即将倒闭，不得已让丈夫去天津抽回投资款，鹏振却带着情妇趁机外出享乐，妻子电话追询时又谎报军情，结果公司倒闭，王玉芬急火攻心，口吐鲜血。金铨儿子们个个游手好闲，不学无术，成天逛窑子，娶小妾，捧戏子，混迹舞场赌局，过着挥金如土、醉生梦死的生活。
作为国务总理和一家之长的金铨，在封建社会活了大半辈子，深受封建文化影响，他也娶了两个妾侍。对子女的教育，也总是端出一副封建大家长的正人君子面孔。但他也留过洋，接受过西方资本主义文明社会的洗礼，新思想也对他产生了一定的影响，因此有时他也并不过于在意封建礼教的规定和约束。对于七儿子金燕西迎娶平民之女冷清秋，他也并不在乎所谓门第匹配问题。他还特别看重七儿媳的才学，担心儿子配不上她。在金燕西和冷清秋的婚礼上，对婚姻讲究门第的种种弊端，当众发表了见解非凡的演讲。高兴时，也爱发表一番人权平等的言论，让仆人和主子一起就坐。两种文化和思想在他身上交互体现，使得这个人物的性格具有多重性，和一般封建家长有别。
金燕西虽然跟《红楼梦》的贾宝玉那样，有着爱在女儿堆里厮混的喜好，但他却更具备了现代人的特质。他可以和丫头一起谈自由平等的理想，嘴上也不时地标榜“很以出身于资产阶级自愧”。但他见一个爱一个，和男优、交际花也甚有来往。他对婚姻伴侣的选择标准上，认为新式女子不如旧式女子牢靠，于是疯狂追求漂亮又有才气的冷清秋，但他仍旧迷恋于交际场中的新式女子，并从中获取迷离的感受。
冷清秋出身于家道中落的书香门第，才貌双全。和金燕西初识偶遇，金燕西就被她的清新淡雅的容貌和气质深深吸引，并投入了疯狂的追求中。在燕西甜言蜜语和殷勤举动的不懈进攻下，涉世未深的冷清秋很快堕入情网，最终以身相许，和燕西匆匆结婚。她自此以为能过上幸福安宁的生活，谁知婚后生活不久，燕西就原形毕露，终日不务正业，在外和男优、交际花鬼混。清秋对燕西仍抱有一丝幻想，妄图用劝说忍让的方式，等待丈夫回心转意。公公金铨暴死后，燕西和白秀珠旧情复发，并打算抛妻弃子，随白秀珠同去德国，此时的冷清秋才发觉自己受到了致命的伤害和侮辱，决心和丈夫决裂，她躲进小楼学佛，在一场大火中，抱着孩子悄然离去。

## 名家点评
- 承继着《红楼梦》的人情恋爱小说，在小说史上我们看见《绘芳园》、《青楼梦》……等等的名字，则我们应该高兴地说，我们的“民国红楼梦”《金粉世家》成熟的程度其实远在它的这些前辈之上。 ——徐文滢《民国以来的章回小说》

## 影视作品
- 金粉世家 (電影)：1961年的香港電影，分為「金粉世家（上集）」和「金粉世家（大結局）」兩部。
- 京華春夢：1980年香港無線電視以原著為藍本改編的電視劇。
- 金粉世家 (台視電視劇)：1988年的台灣電視公司電視劇，張瓊姿、楊群、張佩華、劉玉璞、艾偉主演。
- 金粉世家 (西洋電視影集)：1988年的西洋電視影集，中國電視公司電影組購進後加配閩南語配音，是台灣第一部閩南語配音的電視影集。
- 金粉世家 (2003年電視劇)：2003年中國大陸的電視劇。